# Geranomyia subinsignis
Geranomyia subinsignis är en tvåvingeart som beskrevs av Alexander 1916. Geranomyia subinsignis ingår i släktet Geranomyia och familjen småharkrankar. Inga underarter finns listade i Catalogue of Life.